# Maik Krahl
Maik Krahl (* 2. März 1991 in Bautzen) ist ein deutscher Jazzmusiker (Trompete, Komposition).

## Leben und Wirken
Krahl, aufgewachsen in Dobranitz, begann bereits im Alter von acht Jahren Trompete zu spielen. Bald interessierte er sich für Jazz und spielte in einschlägigen Bigbands und Ensembles. Bereits als Jugendlicher nahm er an Workshops von Claudio Roditi, Klaus Ignatzek, Jean-Louis Rassinfosse und Jiggs Whigham teil. Nach seinem 2009 begonnenen Jazzstudium an der Hochschule für Musik Carl Maria von Weber Dresden bei Till Brönner und Malte Burba absolvierte er den Masterstudiengang Jazz Improvising Artist an der Folkwang Universität der Künste in Essen bei Ryan Carniaux. Während des Studiums gehörte er zum Jugendjazzorchester Sachsen, dem Lajjazzo Brandenburg sowie ab 2012 dem Bundesjazzorchester, mit dem er auch international auf Tournee ging.
Sein erstes Album unter eigenem Namen Decidophobia (mit Constantin Krahmer, Oliver Lutz und Hendrik Smock sowie Bruno Müller) erschien 2018 bei Double Moon Records. 2020 folgte bei Challenge Records Fraction mit Gast Seamus Blake. 2022 erschien beim selben Label In-Between Flow (mit Constantin Krahmer, Jakob Kühnemann, Fabian Rösch sowie als Gast auf einigen Titeln Kurt Rosenwinkel).
Neben seinem eigenen Quartett spielt Krahl regelmäßig mit dem Quintett Unit 5, mit dem er 2018 das Jazzstipendium jazz@undesigned gewann. Als Mitglied des Subway Jazz Orchestra hat er an dessen Alben Primal Scream (2015), State of Mind (2016), Richbeck Suite (2018) und Still Screaming (2020) mitgewirkt.
Weiterhin ist Krahl seit 2014 als Dozent an der Offenen Jazz Haus Schule in Köln tätig.

## Diskographische Hinweise
- The Magic of Consistency (Challenge Records International, 2024, mit Seamus Blake, Peter Gall, Julius Peter Nitsch)
- In-Between Flow (Challenge Records International, 2022)
- Fraction (Challenge Records International, 2020)
- Decidophobia (Double Moon Records, 2018)